# Nigéria
Nigéria, hivatalosan a Nigériai Szövetségi Köztársaság (angolul Nigeria, hivatalosan Federal Republic of Nigeria) független ország Nyugat-Afrikában. Felső-Guinea nagytáj legnagyobb állama. A szárazföldön nyugatról Benin, keletről Csád és Kamerun, északról Niger alkot vele a határt. Délről az Atlanti-óceán részét képező Guineai-öböl határolja. 1991-óta a főváros az ország közepén fekvő Abuja, korábban a kormány a partmenti Lagosban székelt.
Több mint 230 milliós népességével  Afrika legnépesebb, és a Föld hatodik legnépesebb országa. Nigéria egy soknemzetiségű állam, ahol több mint 250 etnikai csoport él, akik többszáz különböző nyelvet és nyelvjárást beszélnek. A három legnagyobb etnikai csoport a hausza északon, a jorubák nyugaton és az igbók keleten, amelyek együttesen a teljes lakosság több mint 60%-át teszik ki. A hivatalos nyelv az angol, amelyet a nemzeti szintű nyelvi egység elősegítésére választottak. Az ország alkotmánya biztosítja a vallásszabadságot, és Nigéria egyszerre ad otthont a világ egyik legnagyobb muszlim és keresztény lakosságának. A népesség nagyjából fele muszlim, akik többnyire északon élnek, és fele keresztény, akik többnyire délen élnek.
Nigéria regionális hatalom Afrikában, középhatalom a nemzetközi ügyekben, és feltörekvő globális hatalom. Gazdasága a legnagyobb Afrikában. Nagy népessége és gazdasága miatt gyakran Afrika óriásának is nevezik. A jelentős kőolajkitermelés ellenére azonban továbbra is szegény; nagyon alacsony helyen áll az emberi fejlettségi indexen és a világ egyik legkorruptabb nemzete.
Többek között az alábbi szervezeteknek a tagja: ENSZ, Nemzetközösség, OPEC (1971 óta), OIC (1986 óta), ECOWAS, Afrikai Unió, NEPAD.

## Nevének eredete
Nevét – Nigerhez hasonlóan – a fő folyójáról kapta, amelynek alsó folyásán terül el. Ezt a nevet a 19. század végén Flora Shaw brit újságíró találta ki, aki később feleségül ment Lugard báróhoz, a brit gyarmati adminisztrátorhoz.
A „Nigéria” nevet politikai és közigazgatási nevekként (Észak- és Dél-Nigéria) 1900 óta használták, az ország neve 1914 után Brit Nigéria volt.

## Történelme

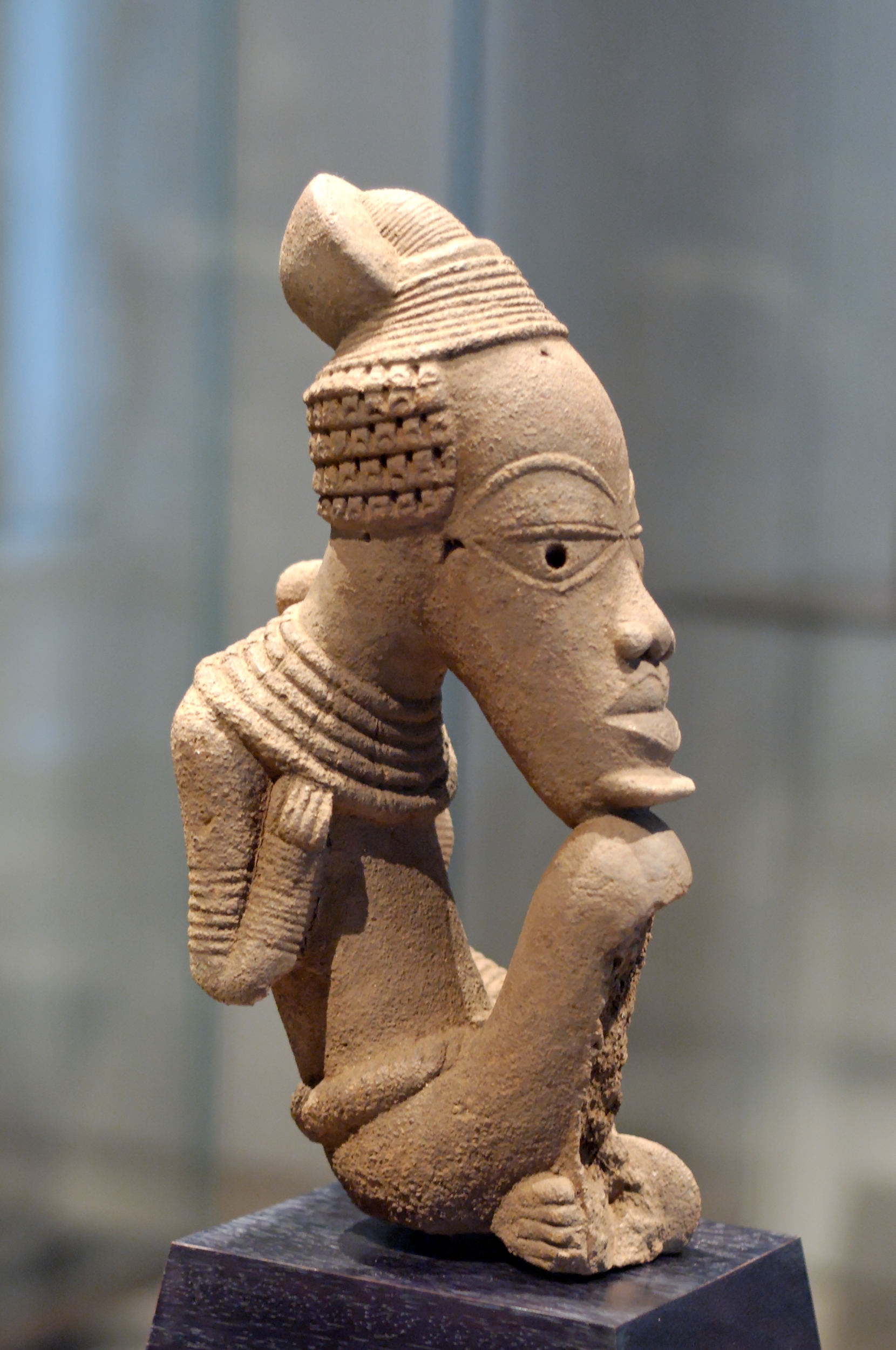
Az ókori Nok kultúra szobrászatának egy alkotása

### Ókor
Az ország mai területén már az ókorban is viszonylag fejlett kultúrájú népek éltek.

### Középkor
700 és 1000 között a mai Nigériától északra eső területekről nem-bantu népek vándoroltak be.
A 8. századtól kialakultak a hausza államok.
A 11-12. században az iszlám kezdett elterjedni Bornuban (ÉK-Nigéria), majd később a hausza államokban is.
Jorubaföld, Benin feudális szultánságai (DNy-Nigéria) a 14. századtól kezdve arab hatás alatt fejlődtek.
A 11-15. század között az ifei bronzművesség a virágkorát élte.

### Középkor vége, újkor
15-16. század: Benin állam virágkora; magas fejlettségű bronzművesség.

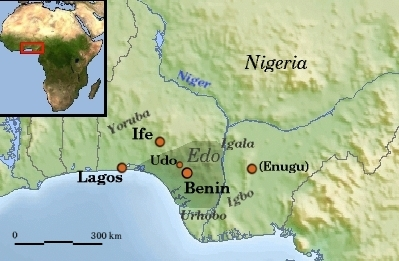
A Benin Királyság (Edo) 1625 körül

Az európaiak a 15-16. században főként a partvidéket látogatták (Rabszolgapart); a 15. században elsőként a portugálok. A késő középkor európai tengerészei nagyon elcsodálkoztak, amint a térség szárazföldjére léptek. Sok mérföldön át húzódó, gondosan kiépített utak, fasoroktól közrefogva; ahol napokig utazhatott az ember és pompásan művelt földektől borított tájat látott, továbbá háziszőttes anyagokból készült, díszes ruházatú embereket. A tengerészek jelentéseiből, amelyeket a 15. és 17. század közötti időszakban írtak, kiderül, hogy a Szaharai-övezettől déli irányban Fekete-Afrika ezen a részén magas szintű kultúra virágzott. Az öt mérföld kerületű Benini Királyság fővárosát, Nagy-Benint fákkal szegélyezett hosszú sugárutak övezték és a királyi palota – az egyik holland utazó szerint – akkora területet foglalt el, mint Haarlem városa, a palota galériái pedig olyan nagyok voltak, mint az amszterdami tőzsde. Legalább harminc, utcákkal keresztezett sugárút szelte át a várost, és emeletes házait – a hollandok tanúsága szerint – ragyogó tisztaság jellemezte. Hogy a felső-guineai tengerpart államai a fejlődésnek milyen magas fokán álltak, az a régészek előtt csak a 20. században vált igazán világossá, miután megtalálták a benini, az ifei, a jorubai kézművesek és a mai Nigéria területén levő más ősi kulturális központok kézműveseinek művészi termékeit.
Ezt a virágzó kultúrát az európai konkvisztádorok mindenhol megsemmisítették, ahová csak eljutottak.
A 16. században a mai Nigéria nagy része a rabszolga-kereskedők vadászterületévé vált.
Északnyugat-Nigériában és az attól nyugatra és északra eső területeken a Szongáj Birodalom a korai 15. század és a késői 16. század között a virágkorát élte és meghódította a hausza államokat is.
| A 15-16. századi királyságok és államok a mai Nigéria területén (nyitható szakasz) >>>>>> |
| --- |
| - Benin királyság - Borgu királyság - Fuláni (Fulbe) Birodalom - Hausza királyságok - Kanem-Bornu Birodalom - Kvararafa) királyság - Ibibio királyság - Nri királyság - Nupe királyság - Ojo királyság - Szongáj Birodalom - Warri királyság |

Az európaiak sokáig élvezték az „oszd meg, és uralkodj!” elvét, hiszen a vallási, etnikai, társadalmi ellentétek sokaságában a népcsoportokat sosem volt túlságosan nehéz egymás ellen fordítani.
A 17. században a nem iszlám Jakun állam élte virágkorát Kvararafában (Közép-kelet-Nigéria).
19. század elején a fulbe (fuláni) törzsek szent háborút indítottak a hausza államok ellen; megszerezték Kano, Katszina és Kebbi területeit, majd leigázták a jorubákat is, és terjeszteni kezdték az iszlámot. 1832-ben megszerezték a nupei trónt is. Délen, 1862-ben Lagos, majd az egész partvidék angol gyarmattá vált.

### 20. század
1900-ban Észak- és Dél-Nigériát Nigéria nevén egyesítve a terület angol protektorátus, 1914-ben pedig -gyarmat lett.

#### A függetlenség után
Nigéria 1960-ban nyerte el függetlenségét.
Az ország politikai értelemben észak–déli irányban két részre osztható. Az északi részt túlnyomóan muszlim vallású, leginkább hausza népesség jellemzi, míg a déli rész keresztény vagy törzsi vallású, nagyobb létszámú, gazdaságilag fejlettebb, iskolázottabb népességű. Az északiak közül került ki a katonai vezetők többsége, aminek nagy jelentősége lett Nigéria történelmében. A déliek nem egységesek, legnagyobb csoportjaik, az igbók és a jorubák képtelenek voltak egységes fellépésre.

A Biafrai Köztársaság 1967-ben

1967 májusa és 1970 januárja között zajlott a biafrai háború. Az igbók az általuk lakott országrészt Biafra néven függetlenné nyilvánították. A központi kormány csapatai 30 hónap alatt tudták őket leverni. Győzelmük után úgy viselkedtek, mintha meghódított föld lenne a tartomány.
1966 és 1999 között katonai kormányok uralkodtak. Politikailag nem voltak egységesek, az északiak mellett időnként a déli tisztek is szóhoz jutottak. Abban azonban egységesen viselkedtek, hogy elherdálták az ország jelentős olajjövedelmeit. A kormányzat minden szintjén eluralkodott a korrupció. Az éppen aktuális vezetők hónapok alatt dollármilliárdossá váltak. Közben az ország fejlesztését úgy elhanyagolták, hogy a leromlott infrastruktúra mára már akadályozza az olajipar működését.

### 21. század
1999 óta polgári kormányok vannak hatalmon. A választások tisztaságát folyamatosan megkérdőjelezik. Bár komoly lépéseket tettek a korrupció visszaszorítására, az ma is súlyos gondja az országnak. Emellett a muszlimok és keresztények rossz viszonya mérgezi a légkört.

#### Boko Haram
Nigéria északi területein különösen aktív a Boko Haram nevű iszlamista szervezet, mely azt hirdeti, hogy a nyugati típusú oktatás és életmód bűn. A neve is ebből ered, a boko amely nem csupán a tanítást foglalja magában, hanem az egész nyugati civilizációt, életfelfogást, világnézetet, a haram szó pedig azt jelenti: tilos.
Közösséget vállaltak az Iszlám Állam nevű terrorszervezettel. Legnagyobb, a médiában nyilvánosságot kapott cselekedeteik, a nigériai iskoláslányok, valamint a kameruni miniszterelnök-helyettes feleségének elrablása.

#### Biafrai felkelés
2021 januárjában kialakult egy szeparatista felkelés Nigéria délkeleti részén, majd a nigériai hadsereg megtámadta a Biafra Őshonos Emberei (IPOB) félkatonai szárnyát, a Keleti Biztonsági Hálózatot (ESN). A konfliktus fokozódott, mikor az ESN visszaverte a hadsereg első támadásait, de az IPOB befejezte a konfliktust, mikor kivonta az ESN-t Orluból. Pár héttel később Nigéria ismételten megpróbálta elpusztítani az ESN-t. Február 19-én az IPOB bejelentette, hogy az előző naptól kezdve Nigéria és Biafra között háborús állapotok vannak. Három héttel később egy másik szeparatista csoport felállított egy átmeneti biafrai kormányt, amelyet később az IPOB is támogatott.

## Földrajz

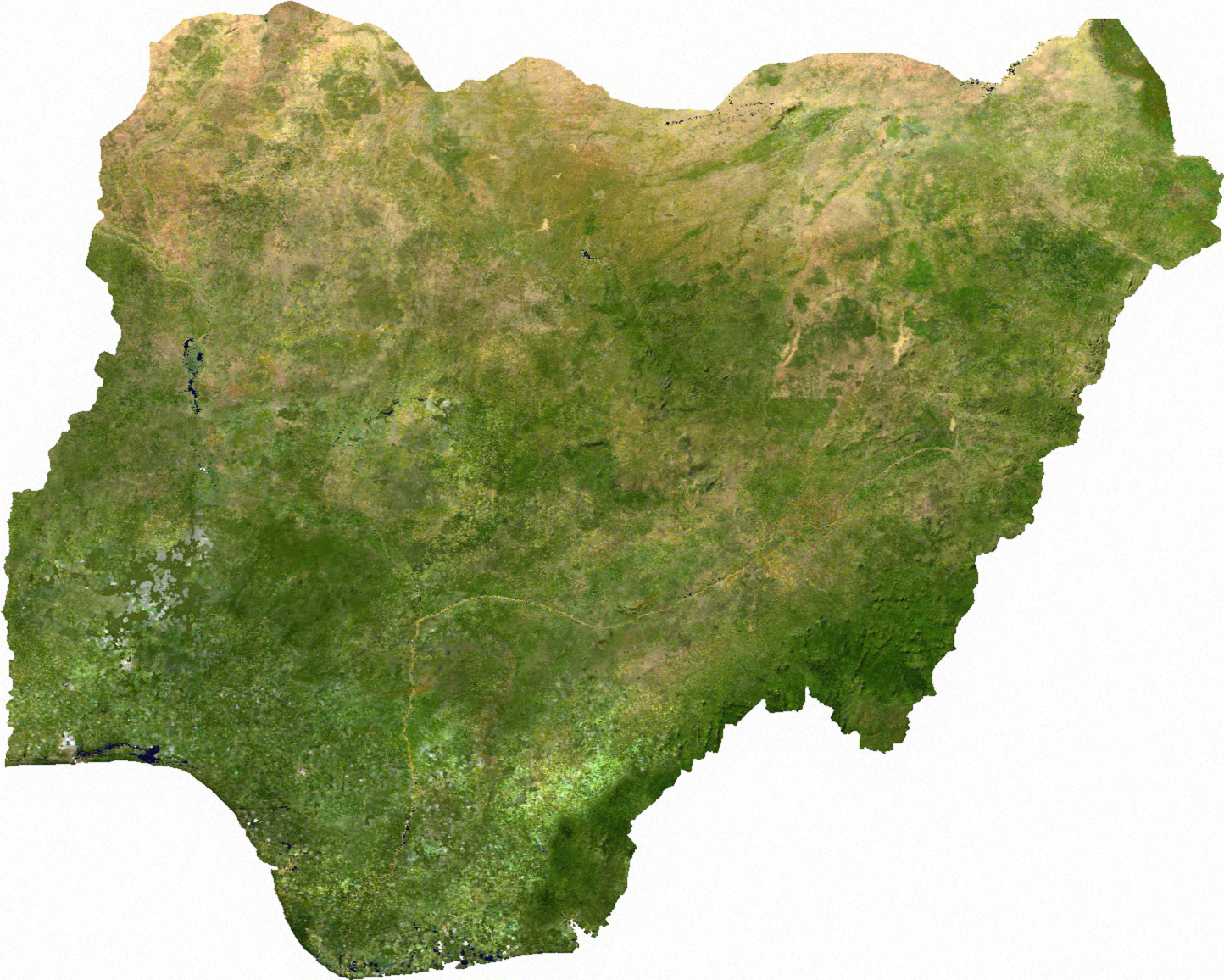
Nigéria műholdas képe. Az ország északi részén a Száhel-övezet húzódik

Nigéria Nyugat-Afrikában fekszik. Észak-déli kiterjedése 1100 km, nyugat-keleti pedig 1200 km. Nyugaton Benin, keleten Kamerun, északkeleten egy kis részen Csád, északon pedig Niger határolja.

### Domborzata
A széles parti síkságot a Niger-folyó hatalmas deltája szakítja meg. A Niger és a Benue folyók széles völgye szintén síkság. Tőlük északra a táj ugyan magasabb, de jellemzően sík. A domborzat a tengerpartól távolodva élénkül. Az ország északi részén azonban újból nagy síkságok terülnek el.
A Nigertől délnyugatra alacsony röghegység található, délkeletre Kamerun felé emelkedő hegyvidék.
Az ország középső és északi részét a Guineai-küszöb foglalja el. Legszélesebb, legtömegesebb tagja a Josi-fennsík (Bauchi-plató). Ez lankásan emelkedik 2010 m magasságig. A folyók minden irányban sugarasan futnak szét róla. A Guineai-küszöb (fennsík) túlnyúlik az ország északi határán is, és elválasztja a Csád-tó 250–300 m-es átlagmagasságú medencéjét a Niger jóval alacsonyabb síkságától. Itt a Guineai-küszöbön már kevesebb a csapadék, és a száraz időszak több hónapig tart. Ezért tipikus szavanna, továbbá fátlan sztyepp borítja.

Politikai térkép a városokkal, folyókkal
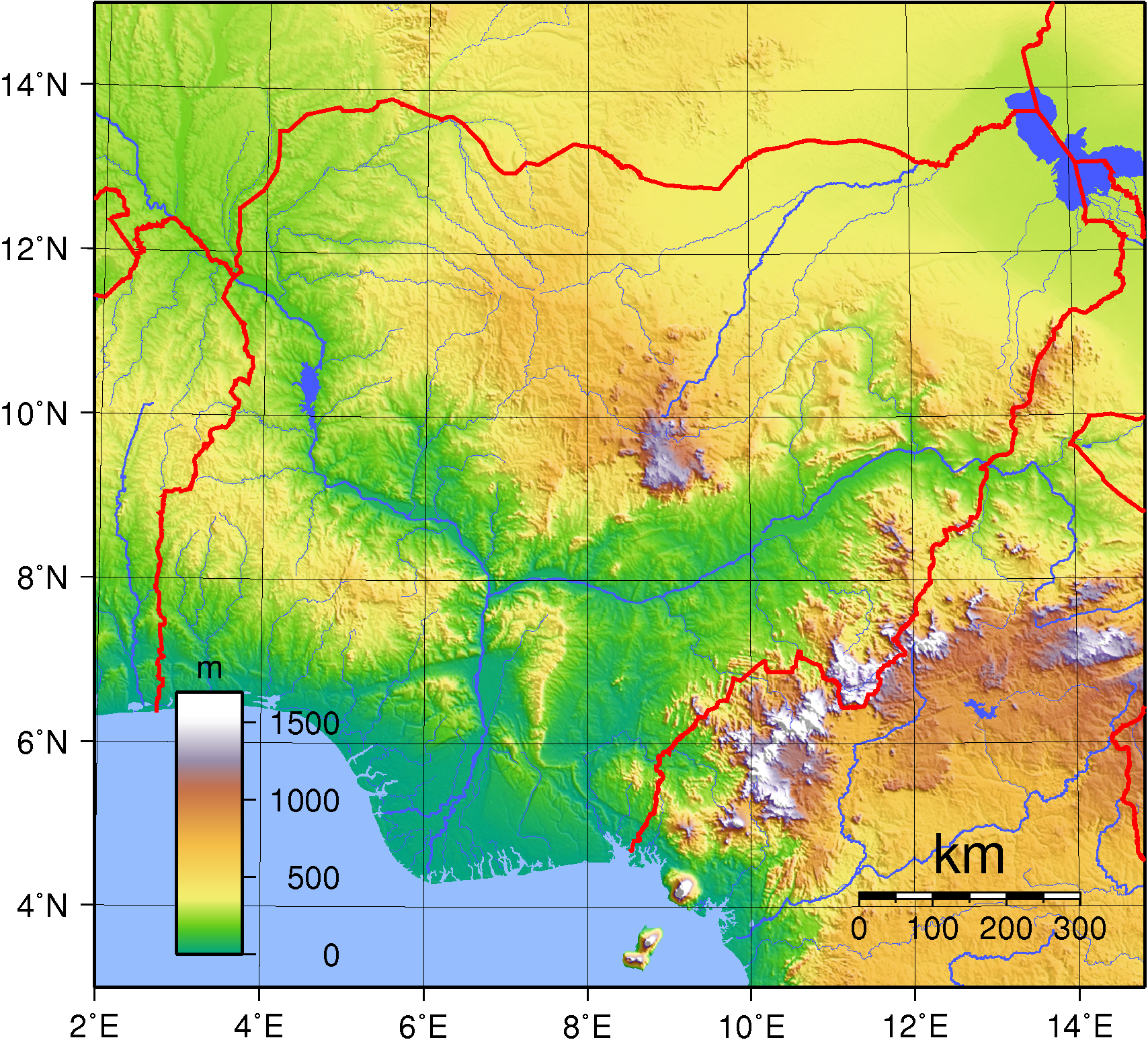
Nigéria domborzati térképe
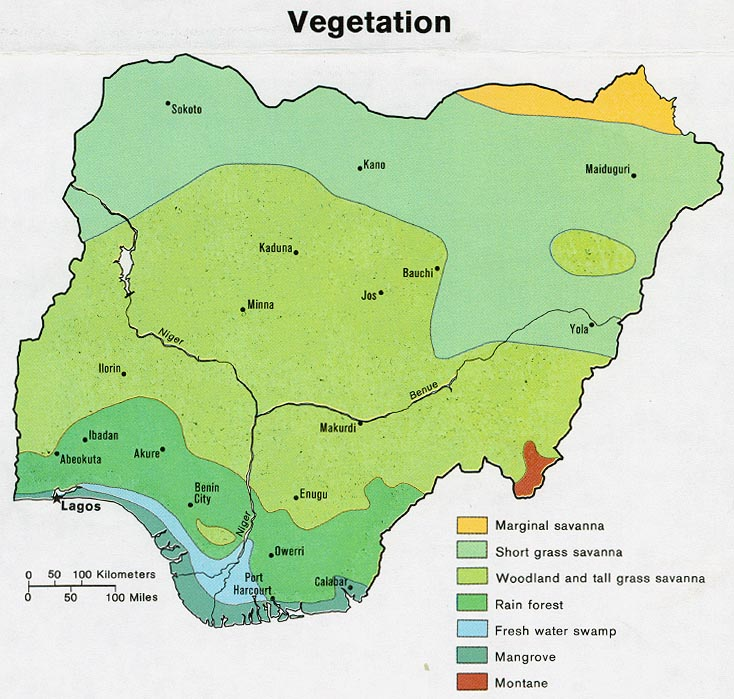
Természetes vegetáció (angol nyelvű)
Éghajlati térkép Köppen osztályozása alapján (angol nyelvű)
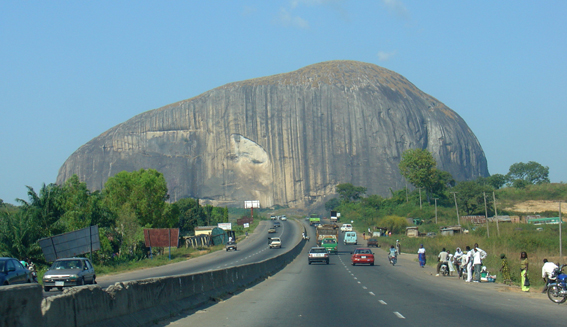
A Zuma nevezetű szikla a főváros, Abuja közelében

### Vízrajza
A terület két fő folyója a Niger és legnagyobb mellékfolyója, a Benue. Mellékfolyóikkal együtt a Guineai-öbölbe vezetik a vizeket. Északkeleten a Csád-tó vidéke lefolyástalan.

### Éghajlata és növényzete
Északra haladva egyre kevesebb az eső. Délen még trópusi esőerdők kialakulását teszi lehetővé a csapadékmennyiség, ahol az erőteljes trópusi monszun 1250-3500 mm évi csapadékkal öntözi a tájat. Itt a száraz évszak augusztusban van, illetve novembertől februárig tart. A sok eső következtében a tengerparton mangrovemocsarakat, a tengertől beljebb esőerdőket találunk – bár ezeket a területeket az irtás jelentősen átalakította. A déli államokban a relatív páratartalom nagyon magas és a hőmérséklet éjjel-nappal egyenletesen 20 és 30 °C között ingadozik. Északabb felé haladva a trópusi erdők átadják a helyüket a nyíltabb fennsíkoknak és a hőmérséklet különbség és ingadozás is megnő. A legmagasabb hőmérséklet 30 és 40 °C, a leghűvösebb pedig 15 és 25 °C között ingadozik. Az északi szavannák évente mintegy 1000 mm csapadékot kapnak két rövidebb esős évszakban. Amikor a hosszú száraz évszakban a Szahara felől a száraz, poros, homokos szél, a harmattán fúj, a fagy sem ismeretlen egyes északi vidékeken. A messze északon egyes tájak az alacsony évi csapadék miatt félsivatagi jellegűek.

### Élővilága
A tengerpart mentén sós vizű mocsarak alakultak ki: mangroveerdők. Kicsit magasabban és északabbra a mocsarak vize édesvíz. Ezek növényzete teljesen más jellegű. Még magasabban trópusi esőerdő nő, de állománya a fakitermelések miatt gyorsan csökken és helyén kevésbé fajgazdag, másodlagos erdő alakul ki.
Észak felé majomkenyérfa, nyugat-afrikai ébenfa alkot szárazerdőket, illetve nyálkafafajokból álló ligetes foltok váltakoznak füves szavannákkal. Az ország legnagyobb részének növényzete szavanna. Többféle szavannát különböztetnek meg Nigériában.
A „guineai" szavannán magas fű nő, az elszórtan növő fák is magasak, a nagy folyókat galériaerdő kíséri. A „szudáni" szavanna ehhez hasonló táj, de a fű rövidebb, a fák alacsonyabbak. A „szaheli" szavannán füves részek váltakoznak akáciák és tömjénfák alkotta szúrós, száraz cserjésekkel.

#### Környezet
Az olajszennyezések, a mérgező hulladékok elégetése országszerte veszélyt jelent. A szennyvizek nem megfelelő kezelése a természetes vízkészletek elszennyeződését okozza. A föld kizsákmányolása miatt a talajok veszítenek termékenységükből. Napjaink további környezetvédelmi problémái: a gyors erdőpusztulás, az északi területeken az elsivatagosodás, a talajerózió és a nagyvárosokban a levegőszennyezés.
Hegesztési hibák miatt 2008-ban a Shell egyik kútjából kőolaj jutott a Niger-folyóba, amelynek elhárítása Bodó város lakosai szerint elégtelen, ezért pert indítottak a vállalat ellen.
1995-ben Sani Abacha 9 nigériait végeztetett ki, mert tiltakoztak az ogoni nép földjén folyó környezetromboló olajkitermelés ellen. Egyes vádak szerint a Shellnek köze volt a környezetvédők elhallgattatásához, a Shell tagadja ezt.

#### Nemzeti parkjai
| Park          | terület km² | alapítva | állam           | megjegyzés |
| ------------- | ----------- | -------- | --------------- | --- |
| Csád-medence  | 2258        | 1991     | Borno, Yobe     | |
| Cross folyó   | 4000        | 1991     | Cross River     | esőerdő. Gorilla, elefánt, bivaly, leopárd                                                                       |
| Gashaka Gumti | 6731        | 1991     | Taraba, Adamawa | sűrű erdők és folyók. Sokféle állat látható, a látogatók horgászhatnak.                                          |
| Kaindzsi      | 5382        | 1979     | Niger, Kwara    | egy völgyzárógát és környéke, állatrezervátumok. Magába foglalja a Kainji-tót, Borgu és Zugurma Vadrezervátumot. |
| Kamuku        | 1121        | 1999     | Kaduna          | |
| Okomu         | 181         | 1999     | Edo             | |
| Old Oyo       | 2512        | 1991     | Oyo, Kwara      | |
| Yankari       | 2244        | 1962     | Bauchi          | |

Nemzeti parkok

Vadvédelmi területek, a szavanna élővilágának rezervátumai:
- Lame Bura

- Falgore
- Kwiambana
- Kamaku.

Továbbiak:
- Hadeia madárrezervátum
- Dagida
- Bobo Plains
- Pandam
- Imeko
- Okumo[39]

## Államszervezet és közigazgatás

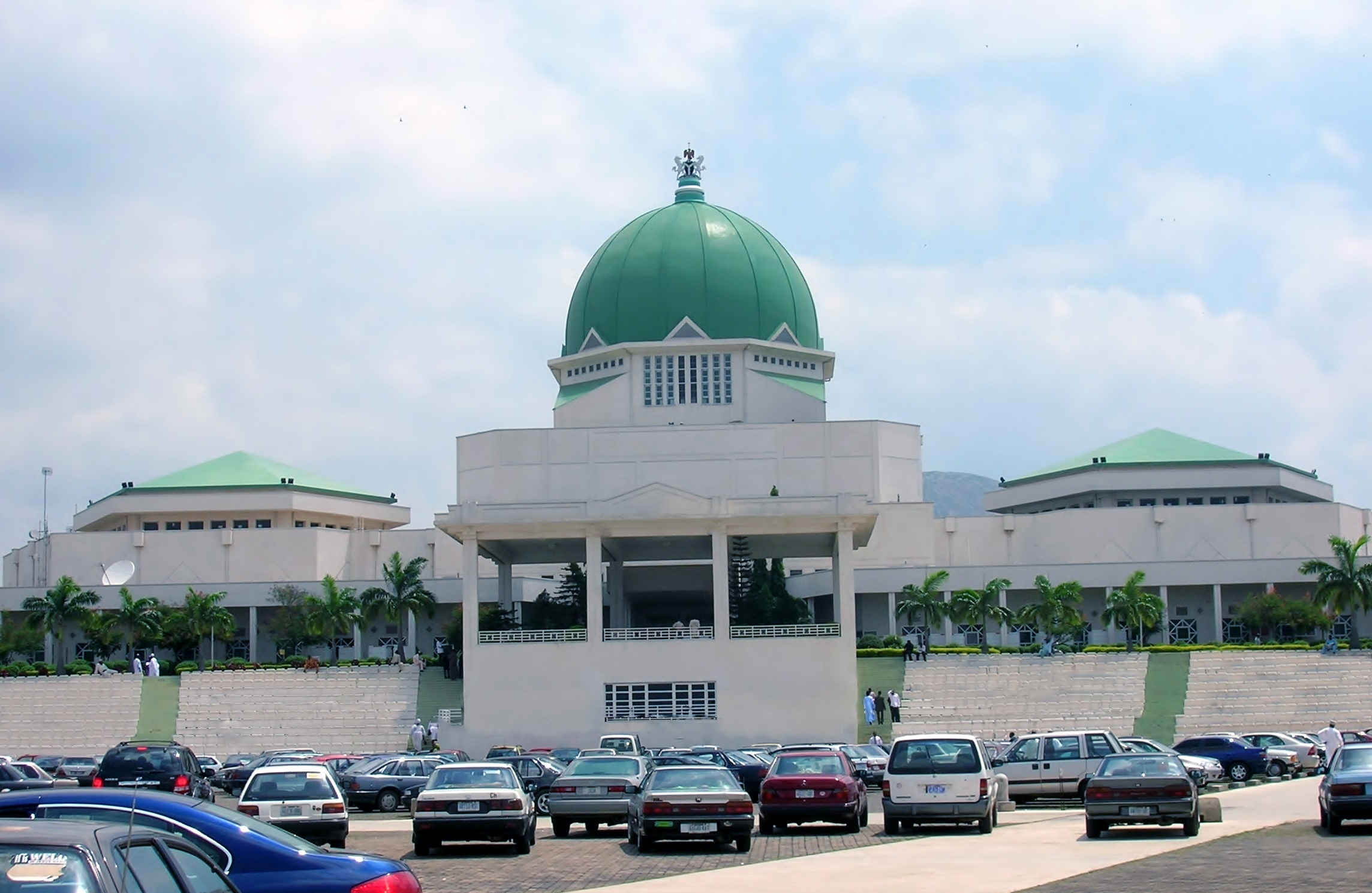
A Nemzetgyűlés épülete Abujában

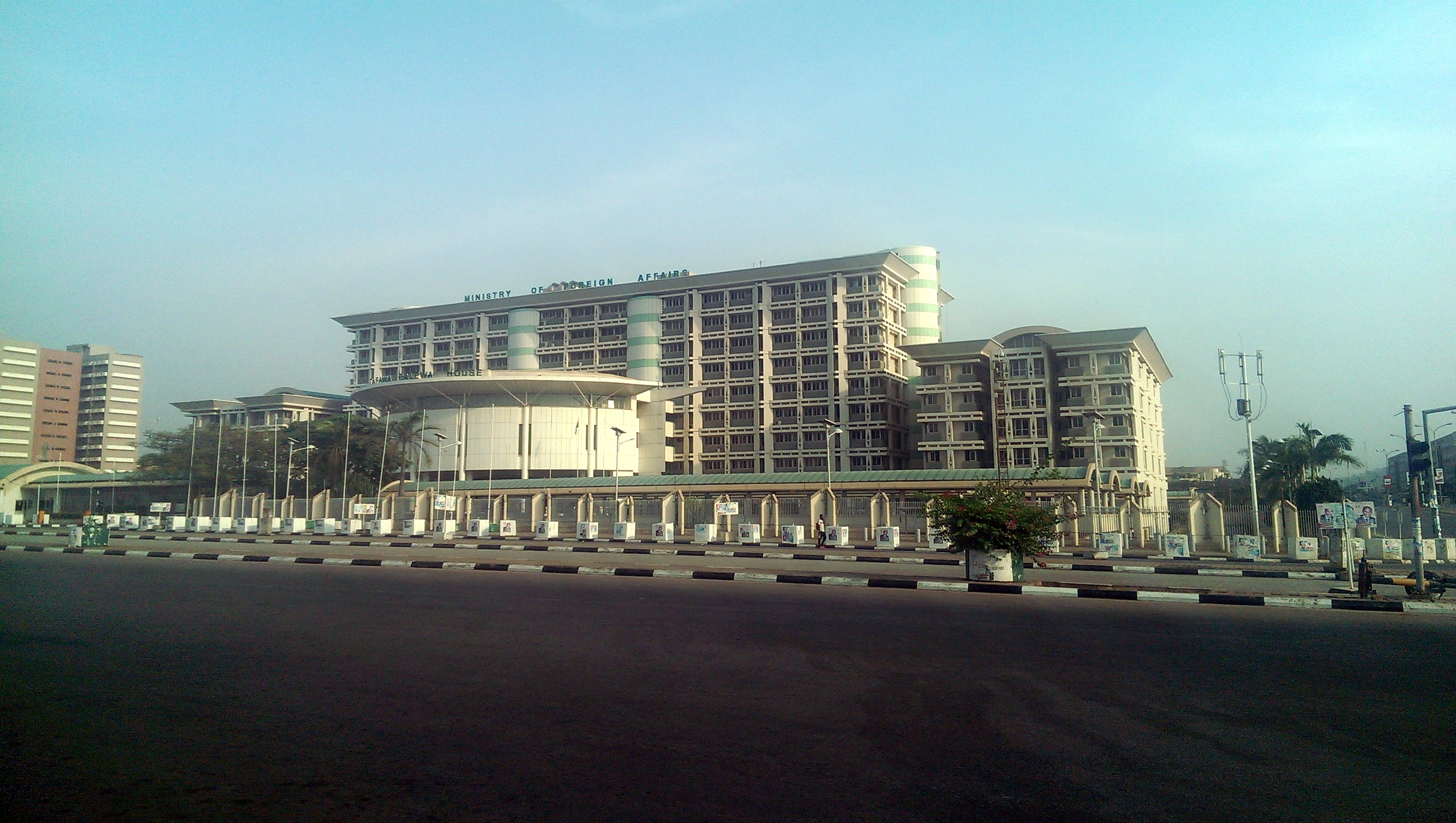
A külügyminisztérium épülete, Abuja

Nigéria az Egyesült Államok mintájára létrehozott szövetségi köztársaság, amelynek végrehajtó hatalmát az elnök gyakorolja. Az elnök egyszerre államfő és a szövetségi kormány feje; az elnököt népszavazással választják, legfeljebb két négyéves ciklusra. Az elnök hatalmát a Szenátus és a Képviselőház ellenőrzi, amelyek kétkamarás testületben vannak, az úgynevezett Nemzetgyűlésben.

### Alkotmány, államforma
Az ország szövetségi köztársaság. A 36 tagköztársaság saját parlamenttel rendelkezik. Az alkotmányt 1999-ben fogadták el.
Négyévente kerül sor az elnökválasztásra, mely során az elnökjelöltnek nemcsak a voksok többségét kell megszereznie, hanem a 37 szövetségi állam és a főváros, Abuja közül legalább 24-ben a szavazatok legalább negyedét. Amennyiben az első fordulóban nem hirdetnek győztest, a választást 21 napon belül meg kell ismételni az első két helyezett részvételével, ugyanolyan szabályok mellett. Ha ismételten eredménytelen a voksolás, a harmadik fordulóban már csak a szavazatok országos többsége dönt. Az alkotmány értelmében a hivatalban lévőelnök csak egy alkalommal „újrázhat”, vagyis csak két egymást követő ciklusban foglalhatja el az elnöki széket.

### Törvényhozás, végrehajtás, igazságszolgáltatás
Az országban kétkamarás parlament működik. A felsőház a szenátus 109 képviselővel, az alsóház a képviselőház 306 képviselővel. A parlamenti képviselőket 4 évente választják újra.

### Politikai pártok
Az országban többpártrendszer van. 2020 táján a két legnagyobb politikai párt a Népi Demokrata Párt (PDP, People's Democratic Party) és az All Progressives Congress (APC), húsz bejegyzett kisebb ellenzéki párttal.
| Politikai pártok és vezetőik (2017) (nyitható szakasz) >>>>>>>> |
| --- |
| - Accord Party vagy ACC [Mohammad Lawal MALADO] - All Progressives Congress vagy APC (Haladó Erők Kongresszusa) [John Odigie OYEGUN] - All Progressives Grand Alliance vagy APGA [Victor C. UMEH] - Democratic Peoples Party vagy DPP [Biodun OGUNBIYI] - Labor Party vagy LP [Alhai Abdulkadir ABDULSALAM] - Peoples Democratic Party vagy PDP (Demokrata Néppárt) [Ali Modu SHERIFF] |

#### Elnökök
2023. május óta Nigéria elnöke Bola Tinubu.

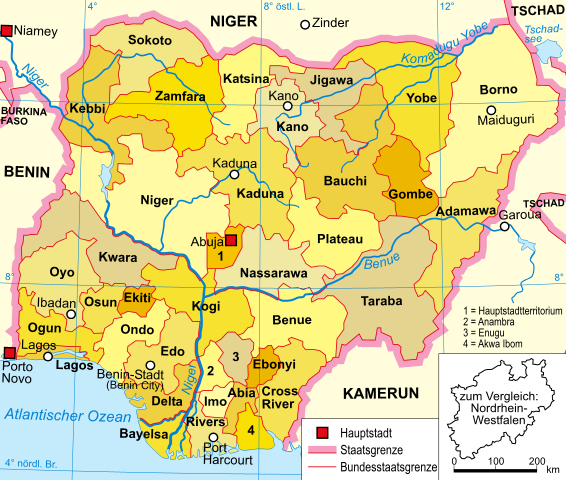
Nigéria tagállamai

| \| Név \| Hivatali ideje \| Hivatali ideje \| Hivatali ideje \| Párt \| \| Név \| kezdete \| vége \| távozásának módja \| Párt \| \| Abubakar Tafawa Balewa \| 1960. október 1. \| 1966. január 15. \| Puccs \| Northern People's Congress \| \| Nnamdi Azikiwe \| 1963. október 1. \| 1966. január 16. \| Puccs \| National Council of Nigeria and the Cameroons \| \| Johnson Aguiyi-Ironsi \| 1966. január 16. \| 1966. július 29. \| Puccs \| hadsereg által \| \| Yakubu Gowon \| 1966. augusztus 1. \| 1975. július 26. \| Puccs \| hadsereg által \| \| Murtala Mohammed \| 1975. július 29. \| 1976. február 13. \| Puccs \| hadsereg által \| \| Olusegun Obasanjo \| 1976. február 13. \| 1979. október 1. \| lemondatás \| hadsereg által \| \| Shehu Shagari \| 1979. október 1. \| 1983. december 31. \| Puccs \| National Party of Nigeria \| \| Muhammadu Buhari \| 1983. december 31. \| 1985. augusztus 27. \| Puccs \| hadsereg által \| \| Ibrahim Babangida \| 1985. augusztus 27. \| 1993. augusztus 26. \| visszahívták \| hadsereg által \| \| Ernest Shonekan \| 1993. augusztus 26. \| 1993. november 17. \| visszahívták \| független \| \| Sani Abacha \| 1993. november 17. \| 1998. június 8. \| meghalt \| hadsereg által \| \| Abdulsalami Abubakar \| 1998. június 8. \| 1999. május 29. \| lemondatás \| hadsereg által \| \| Olusegun Obasanjo \| 1999. május 29. \| 2007. május 29. \| lemondatás \| People's Democratic Party \| \| Umaru Yar'Adua \| 2007. május 29. \| 2010. május 5. \| \| People's Democratic Party \| \| Goodluck Jonathan \| 2010. május 5. \| 2015. május 29. \| \| People's Democratic Party \| \| Muhammadu Buhari \| 2015. május 29. \| 2023. május 29. \| \| All Progressives Congress \| \| Bola Tinubu \| 2023. május 29. \| \| \| All Progressives Congress \| |                     |                     |                   |                                               |
| Név | Hivatali ideje      | Hivatali ideje      | Hivatali ideje    | Párt                                          |
| Név | kezdete             | vége                | távozásának módja | Párt                                          |
| Abubakar Tafawa Balewa | 1960. október 1.    | 1966. január 15.    | Puccs             | Northern People's Congress                    |
| Nnamdi Azikiwe | 1963. október 1.    | 1966. január 16.    | Puccs             | National Council of Nigeria and the Cameroons |
| Johnson Aguiyi-Ironsi | 1966. január 16.    | 1966. július 29.    | Puccs             | hadsereg által                                |
| Yakubu Gowon | 1966. augusztus 1.  | 1975. július 26.    | Puccs             | hadsereg által                                |
| Murtala Mohammed | 1975. július 29.    | 1976. február 13.   | Puccs             | hadsereg által                                |
| Olusegun Obasanjo | 1976. február 13.   | 1979. október 1.    | lemondatás        | hadsereg által                                |
| Shehu Shagari | 1979. október 1.    | 1983. december 31.  | Puccs             | National Party of Nigeria                     |
| Muhammadu Buhari | 1983. december 31.  | 1985. augusztus 27. | Puccs             | hadsereg által                                |
| Ibrahim Babangida | 1985. augusztus 27. | 1993. augusztus 26. | visszahívták      | hadsereg által                                |
| Ernest Shonekan | 1993. augusztus 26. | 1993. november 17.  | visszahívták      | független                                     |
| Sani Abacha | 1993. november 17.  | 1998. június 8.     | meghalt           | hadsereg által                                |
| Abdulsalami Abubakar | 1998. június 8.     | 1999. május 29.     | lemondatás        | hadsereg által                                |
| Olusegun Obasanjo | 1999. május 29.     | 2007. május 29.     | lemondatás        | People's Democratic Party                     |
| Umaru Yar'Adua | 2007. május 29.     | 2010. május 5.      |                   | People's Democratic Party                     |
| Goodluck Jonathan | 2010. május 5.      | 2015. május 29.     |                   | People's Democratic Party                     |
| Muhammadu Buhari | 2015. május 29.     | 2023. május 29.     |                   | All Progressives Congress                     |
| Bola Tinubu | 2023. május 29.     |                     |                   | All Progressives Congress                     |

### Közigazgatási beosztás
A szövetségi köztársaságot tagállamok alkotják. Az ország harminchat államra és egy szövetségi fővárosi területre oszlik, amelyet további 774 helyi önkormányzati területre osztanak fel. Bizonyos szempontból az államok hat geopolitikai zónában egyesülnek: északnyugat, északkelet, észak-közép , délnyugat , délkelet és dél.
| Nigéria tagállamai | \| 1. Abia 2. Adamawa 3. Akwa Ibom 4. Anambra 5. Bauchi 6. Bayelsa 7. Benue 8. Borno 9. Cross River 10. Delta 11. Ebonyi 12. Edo 13. Ekiti 14. Enugu 15. Gombe 16. Imo 17. Jigawa 18. Kaduna 19. Kano 20. Katsina \| 1. Kebbi 2. Kogi 3. Kwara 4. Lagos 5. Nasarawa 6. Niger 7. Ogun 8. Ondo 9. Osun 10. Oyo 11. Plateau 12. Rivers 13. Sokoto 14. Taraba 15. Yobe 16. Zamfara 17. Fővárosi körzet \| |
| 1. Abia 2. Adamawa 3. Akwa Ibom 4. Anambra 5. Bauchi 6. Bayelsa 7. Benue 8. Borno 9. Cross River 10. Delta 11. Ebonyi 12. Edo 13. Ekiti 14. Enugu 15. Gombe 16. Imo 17. Jigawa 18. Kaduna 19. Kano 20. Katsina | 1. Kebbi 2. Kogi 3. Kwara 4. Lagos 5. Nasarawa 6. Niger 7. Ogun 8. Ondo 9. Osun 10. Oyo 11. Plateau 12. Rivers 13. Sokoto 14. Taraba 15. Yobe 16. Zamfara 17. Fővárosi körzet |

### Katonaság
Nigéria katonasága nagy szerepet játszott az ország történelmében, gyakran ragadta magához az ország irányítását és hosszú ideig uralkodott. A legutóbbi katonai uralom időszaka 1999-ben ért véget.

## Népesség

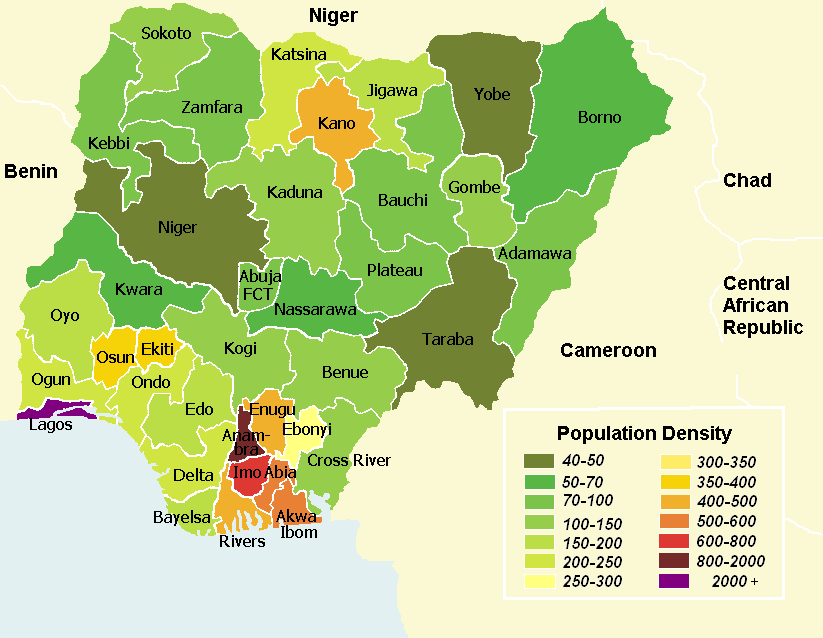
Népsűrűségi térkép államonként (2008)

### Általános adatok
Nigéria fővárosa ma Abuja (ejtsd: Abudzsa). A korábbi főváros ezzel szemben Lagos volt, amely jelenleg is az ország gazdasági központja. Ez egyben Afrika és a világ egyik legnépesebb városa is 21 millió lakossal (elővárosokkal).
Lagosban felhőkarcolók, felüljárók és egyben nyomornegyedek nyüzsgő városát látjuk, míg a félreeső falvakban sokan ma is törzsi hagyományok szerint élnek, sárkunyhókból álló falvakban, családi alapokon szerveződő nagyobb csoportokban.
Az ország három elkülönülő, sőt ellenséges vidékre oszlik. Az északi, DNy-i és DK-i országrészre. Az etnikai-vallási ellentétek többször véres zavargásokban tetőznek, sőt szakadáshoz vezető polgárháborút is előidéztek (Biafra: 1967-1970) A politikai élet a hausza-fulbe, a joruba és az ibo törzs között áldatlan belviszállyá fajul.
Nigéria lakossága 2020 decemberében: 208 millió fő, mellyel Afrika legnépesebb országa.
2015-ben a várható élettartam férfiaknál 52 év, a nőknél 54 év. A csecsemőhalandóság magas: 73 halálozás/1000 élve-születés. (2015)
A nigériaiak termékenységi rátája magas, egy nigériai nő élete során átlagosan közel öt gyermeknek ad életet.

### Népességének növekedése

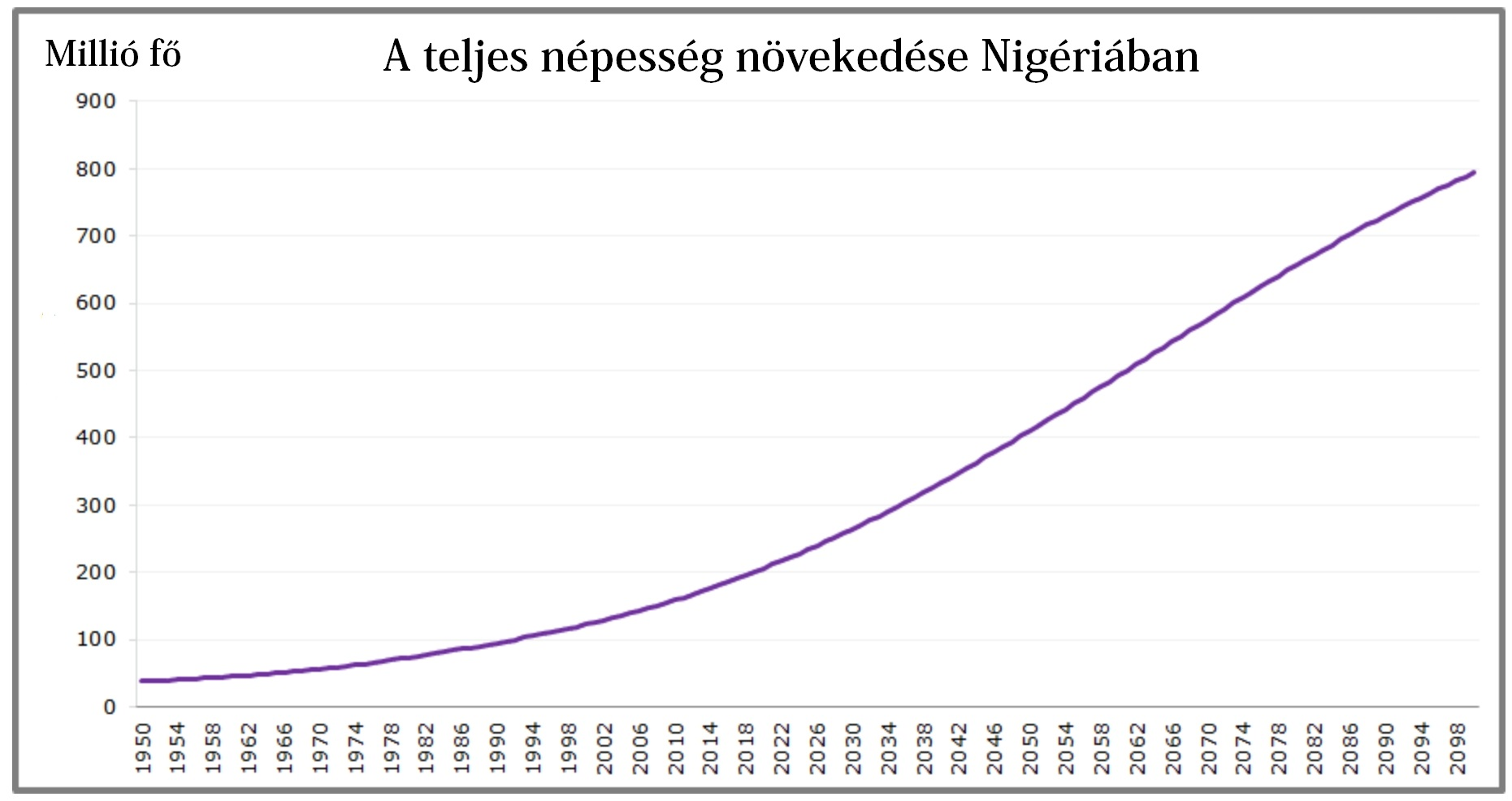
[https://worldpopulation.theglobalgraph.com/p/nigeria-population.html Nigéria népesedésének előrejelzései

| Lakosok száma | 48 128 461 | 54 859 202 | 63 565 601 | 75 729 574 | 88 412 920 | 100 592 242 | 116 867 371 | 135 999 250 | 159 707 780 | 211 400 708 |
|               | 1963       | 1969       | 1975       | 1981       | 1987       | 1992        | 1998        | 2004        | 2010        | 2021        |

| Nigéria népességének növekedése |                      |                   |
| év                              | népesség (millióban) | népsűrűség fő/km² |
| 1960                            | 45 M                 | 50                |
| 1970                            | 56 M                 | 62                |
| 1980                            | 74 M                 | 81                |
| 1990                            | 95 M                 | 105               |
| 2000                            | 123 M                | 135               |
| 2010                            | 159 M                | 175               |
| 2020                            | 207 M                | 227               |

### Legnépesebb települések
| Kép   | Rang | Város         | Állam   | Népesség  | Rang | Város    | Állam                       | Népesség | Kép    |
| ----- | ---- | ------------- | ------- | --------- | ---- | -------- | --------------------------- | -------- | ------ |
| Lagos | 1.   | Lagos         | Lagos   | 9 000 000 | 11.  | Ilorin   | Kwara                       | 814 192  | Kaduna |
| Lagos | 2.   | Kano          | Kano    | 3 626 068 | 12.  | Oyo      | Oyo                         | 736 072  | Kaduna |
| Lagos | 3.   | Ibadan        | Oyo     | 3 565 108 | 13.  | Enugu    | Enugu                       | 688 862  | Kaduna |
| Lagos | 4.   | Kaduna        | Kaduna  | 1 582 102 | 14.  | Abeokuta | Ogun                        | 593 100  | Kaduna |
| Lagos | 5.   | Port Harcourt | Rivers  | 1 148 665 | 15.  | Abuja    | Szövetségi fővárosi terület | 590 400  | Kaduna |
| Kano  | 6.   | Benin City    | Edo     | 1 125 058 | 16.  | Sokoto   | Sokoto                      | 563 861  | Ibadan |
| Kano  | 7.   | Maiduguri     | Borno   | 1 112 449 | 17.  | Onitsha  | Anambra                     | 561 066  | Ibadan |
| Kano  | 8.   | Zaria         | Kaduna  | 975 153   | 18.  | Warri    | Delta                       | 536 023  | Ibadan |
| Kano  | 9.   | Aba           | Abia    | 897 560   | 19.  | Ikorodu  | Lagos                       | 535 619  | Ibadan |
| Kano  | 10.  | Jos           | Plateau | 816 824   | 20.  | Okene    | Kogi                        | 479 178  | Ibadan |

### Etnikai megoszlás

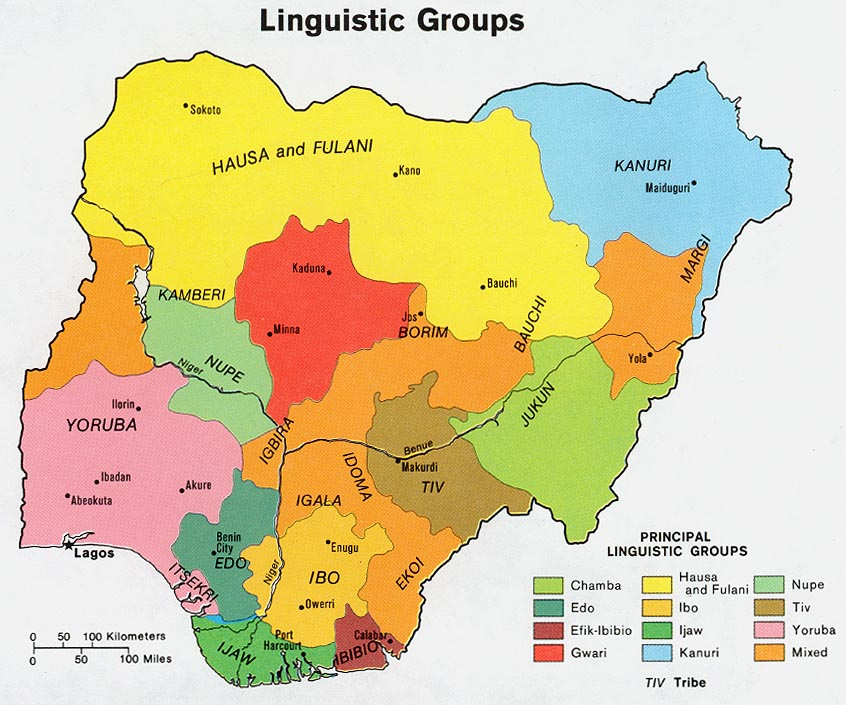
Nigéria fő népcsoportjai és nyelvi térképe

A legnagyobb népcsoportok az országban, amelyek a népesség mintegy 2/3-át alkotják:
- északon a hausza (a lakosság 21%-a) és a fulbe vagy más néven fuláni (a lakosság 11%-a),
- délnyugaton a joruba (a lakosság 21%-a)
- délkeleten az igbo vagy ibo (a lakosság 18%-a).

Az országban több mint 250 kisebb népcsoport él. Néhány jelentősebb kisebb népcsoport:
- ijo vagy más néven ijaw (10%) délen a Niger deltája környékén,
- kanuri (4%) északkeleten,
- ibibió (3,5%) délkeleten,
- tiv (2,5%) Benue, Nasarawa és Taraba államokban (Közép- és Kelet-Nigéria)
- nupe Közép-Nigériában
- edó vagy más néven bini (az egykori Benin Királyság neve után) Dél-Nigériában

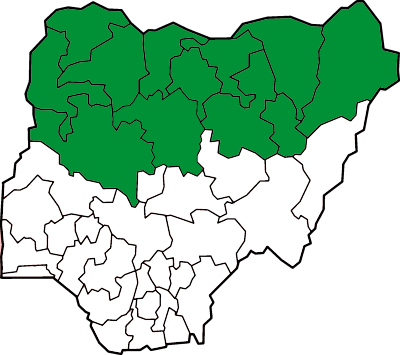
A 12 észak-nigériai állam a saría iszlám törvények által irányítva. (Niger, Kaduna és Gombe államok csak részben.)

### Nyelvi megoszlás
Az országban sokan beszélik a jorubát, a hauszát és az igbó (ibo) nyelvet. Ezenkívül több mint 100 kisebb nyelv van. A legtöbb etnikai csoport a saját nyelvén kommunikál. Az ország egyes területein az etnikai csoportok egynél több nyelvet beszélnek.
A hivatalos nyelv az angol lett az 1960-ban véget ért brit gyarmatosítás hatása miatt. Az angolt, mint hivatalos nyelvet széles körben használják az oktatáshoz, az üzleti életben és a hivatalos célokra. Az angolt első nyelvként az ország városi elitjének csak egy kis része használja, és egyes vidéki területeken egyáltalán nem beszélik.
Az ország határvidékein sok, franciául beszélő ember befolyásolta a beszélt angol nyelvet, és a francia keveredhet az egyes anyanyelvekkel is. A nigériai pidzsin angol, vagy gyakran egyszerűen "pidzsin" népszerű lingua franca.

### Vallási megoszlás

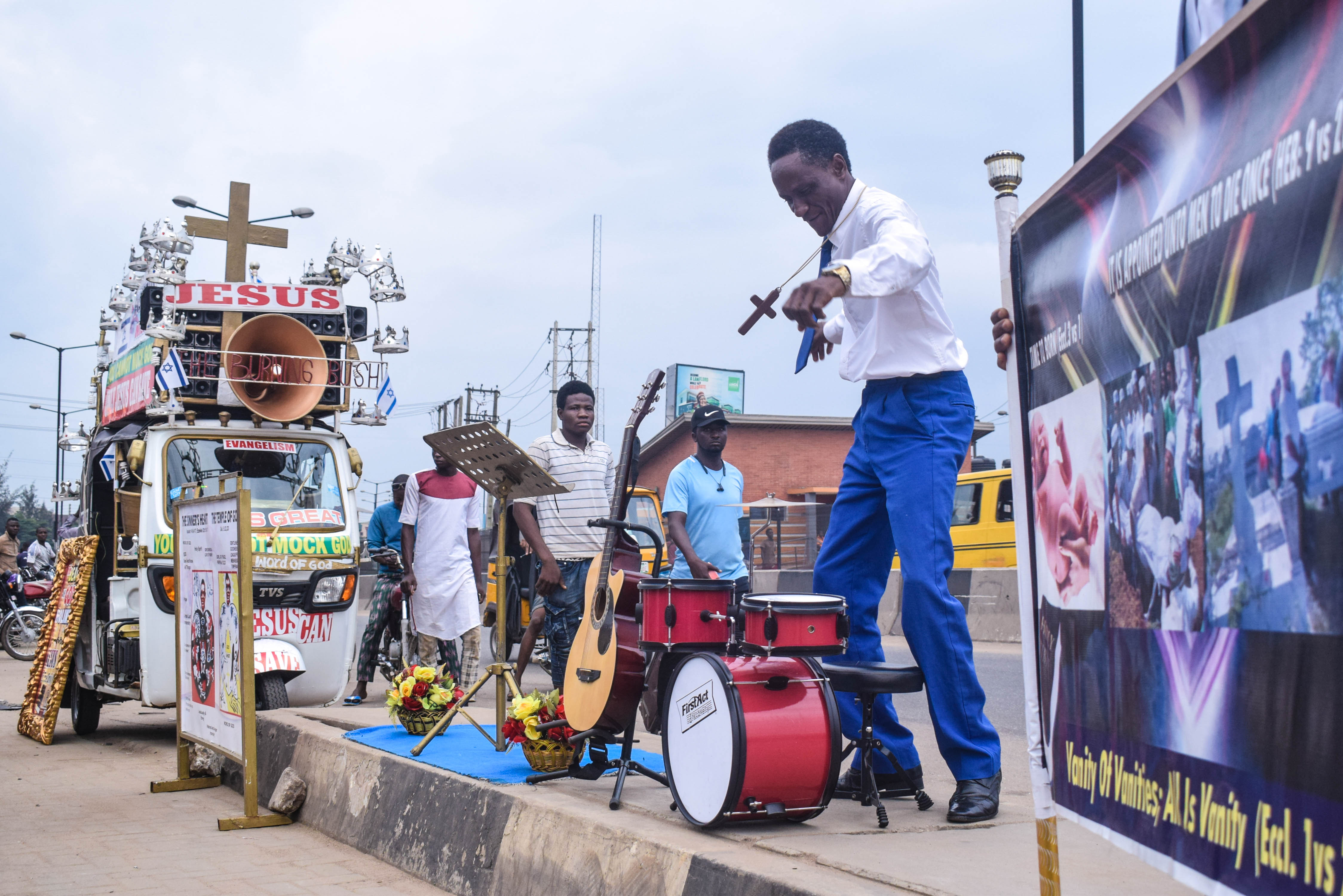
Utcai keresztény prédikátor

Nigéria alkotmánya biztosítja a vallásszabadságot  és az ország vallásilag sokszínű társadalom, ahol az iszlám és a kereszténység a legszélesebb körben gyakorolt vallás.
A lakosság kb. fele muszlim, akik elsősorban északon élnek. Délen többnyire keresztények élnek, az összlakosság 40-46%-a. A maradék népesség törzsi vallású vagy esetleg vallástalan. Afrika más részeihez hasonlóan, ahol az iszlám és a kereszténység domináns, a vallási szinkretizmus a hagyományos afrikai vallásokkal általános.
A nigériai muszlimok többsége szunnita vagy felekezet nélküli muszlim. Sok szunnita muszlim tagja a szúfi testvériségeknek.
A Pew Research felmérése alapján a keresztények 74%-a protestáns vagy újprotestáns, 25%-a katolikus, 1% pedig más keresztény felekezetekhez tartozik. Az 1990-es évek óta számos egyházban jelentős növekedés tapasztalható, főleg az afrikai független egyházakban, a karizmatikus és pünkösdi felekezetekben, köztük az aladura egyházakban.
A népességen belül a keresztények részaránya csökken, részben mivel az északi muszlimokhoz képest alacsonyabb a termékenységi ráta.
Az ország középső részén rendszeresek az erőszakos összetűzések a muszlim és keresztény lakosok között.

## Gazdaság

### Általános adatok
Az ország bruttó nemzeti összterméke (GDP) a Világbank várakozásai szerint 2,5%-kal nőhet 2018-ban, a 2017-es 1 százalékos növekedési ütem után.
Nigéria északi részen él a hausza és a fulbe nép, amelyek tagjai közül sokan nomád pásztorkodó életmódot folytatnak.
A többi nép főként növénytermesztéssel foglalkozik, különösen az ország középső, illetve déli részei állnak mezőgazdasági művelés alatt. Az ország lakosságának 40%-a földműveléssel foglalkozik, alacsony a technológiai szint, alig-alig gépesített a mezőgazdaság. A mezőgazdaság ma már 5%-kal sem járul hozzá a kivitelhez, viszont az ország behozatalában mind nagyobb arányban szerepelnek az élelmiszerek.
Jellemző Nigéria gazdaságára az alkalmi ipari bérmunka, amely azon alapszik, hogy a parasztok a városokba mennek, ahol 2-3 hónapos ipari munkát vállalnak, majd visszatérnek vidéki tanyájukra, hogy folytassák a hagyományos földművelést és állattenyésztést. Ugyanakkor erős tendencia a falvakból a városokba irányuló elvándorlás.
Az elektromos áram termelésben kiemelkedő a Nigeren az 1969-ben átadott Kainji (ejtsd: Kaindzsi) duzzasztógát, amely 900 MW-os vízerőművet táplál.
A kormány milliárdokat költött el az új fővárosra (Abuja), az elnöki palotára, szállodákra, konferencia-központokra, aranyozott kupolájú mecsetekre, miközben sok faluban nincs villany, vezetékes víz, aszfaltút, iskola.
Az állam fő bevételi forrása a kőolaj.
2000-ben a munkaerő 70%-a dolgozik a mezőgazdaságban, 10% az iparban, 20%-a a szolgáltatásokban. 2010-ben a népesség kb. 70%-a él a szegénységi küszöb alatt.

### Gazdasági ágazatok

#### Mezőgazdaság
Mezőgazdasági termelése 1990-2003 között 60%-kal bővült.
Az ország területének 36%-át művelik meg, 23% legelő, 15% erdő, 26% beépített ill. terméketlen (2004-ben). Erdőinek területe a fakitermelés miatt az elmúlt években rohamosan csökkent. Az egykori esőerdők helyén égető-talajváltó gazdálkodás keretében jelentéktelen az állattenyésztés.
Fontosabb termesztett növények: kukorica, manióka (ennek termelésében világelső), köles, cirok, táró, földimogyoró, kakaó, déligyümölcsök.
Az ország északi és déli része között éles kontraszt mutatkozik. Délen a hatalmas esőzések segítik a jamszgyökér, a manióka, kukorica és a zöldségfélék termesztését. Az esős évszakban a megáradt folyók és patakok mentén kis parcellákon rizst termesztenek, a nagyobb rizsföldeket öntözőrendszer látja el.
A déli nagyvárosok körzetében néhány korszerű nagyüzem is működik (tejgazdaság, baromfitelep, sertéshizlalda).
Északon nehezebb a megélhetés: a déli két esős évszakkal szemben itt a termés egyetlen, meglehetősen megbízhatatlan esős évszaktól függ. Itt a legfontosabb termények a köles, cirok, kukorica, földimogyoró és a gyapot.

#### Ipar
Az ország legjelentősebb ipara a kőolaj-kitermelés és feldolgozás. A nemzetgazdaság olajtól való függése Nigéria sorsát a világpiaci olajárak változásával köti össze. Nigéria OPEC tagállam. Fő kikötője Port Harcourt, amely a kőolaj-kereskedelmet bonyolítja.
Jelentős még a műtrágyagyártás, járműgyártás, az egyszerű kézműipar és egyéb könnyűipar. A mészkőrétegekre jelentős cementipar épült ki.
A bányászat az ország hegyvidéki fennsíkjára jellemző, ónércet, vanádiumot, titánt, kolumbitot bányásznak. A kolumbit szinte csak itt fordul elő a Földön nagy mennyiségben. Ezt az ércet az Amerikai Egyesült Államok vásárolja fel az űrkutatásaihoz, hiszen a kolumbitból nióbiumot állítanak elő, mely különleges hővezető anyag.

### Külkereskedelem
- Fő exportcikkei: kőolaj és kőolajipari termékek (95%-a a kivitelnek), földgáz, bőr, gumi, ón, kakaó
- Fő importcikkei: gépek, vegyszerek, közlekedési eszközök, késztermékek, fa, élő állat[49]

Legfőbb kereskedelmi partnerei (2017-ben):
- Kivitel:  India 30,6%,  USA 12,1%, Spanyolország 6,6%, Kína 5,6%, Franciaország 5,5%
- Behozatal:  Kína 21,1%,  Belgium 8,7%,  USA 8,4%,  Dél-Korea 7,5%

#### Az országra jellemző egyéb ágazatok
A Niger folyó deltájában, a lagúnákban, a tengerpart mentén jellemző a halászat.
Nigéria a szervezett bűnözés jelentős hálózatának ad otthont, különösen a kábítószer-kereskedelem területén, amely ázsiai országokból heroint szállít Európába és Amerikába, illetve kokaint Dél-Amerikából Európába és Dél-Afrikába.
Nemzetközi viszonylatban is hírhedtté vált a bankcsalásokról, valamint a "nigériai átverésről".

## Közlekedés

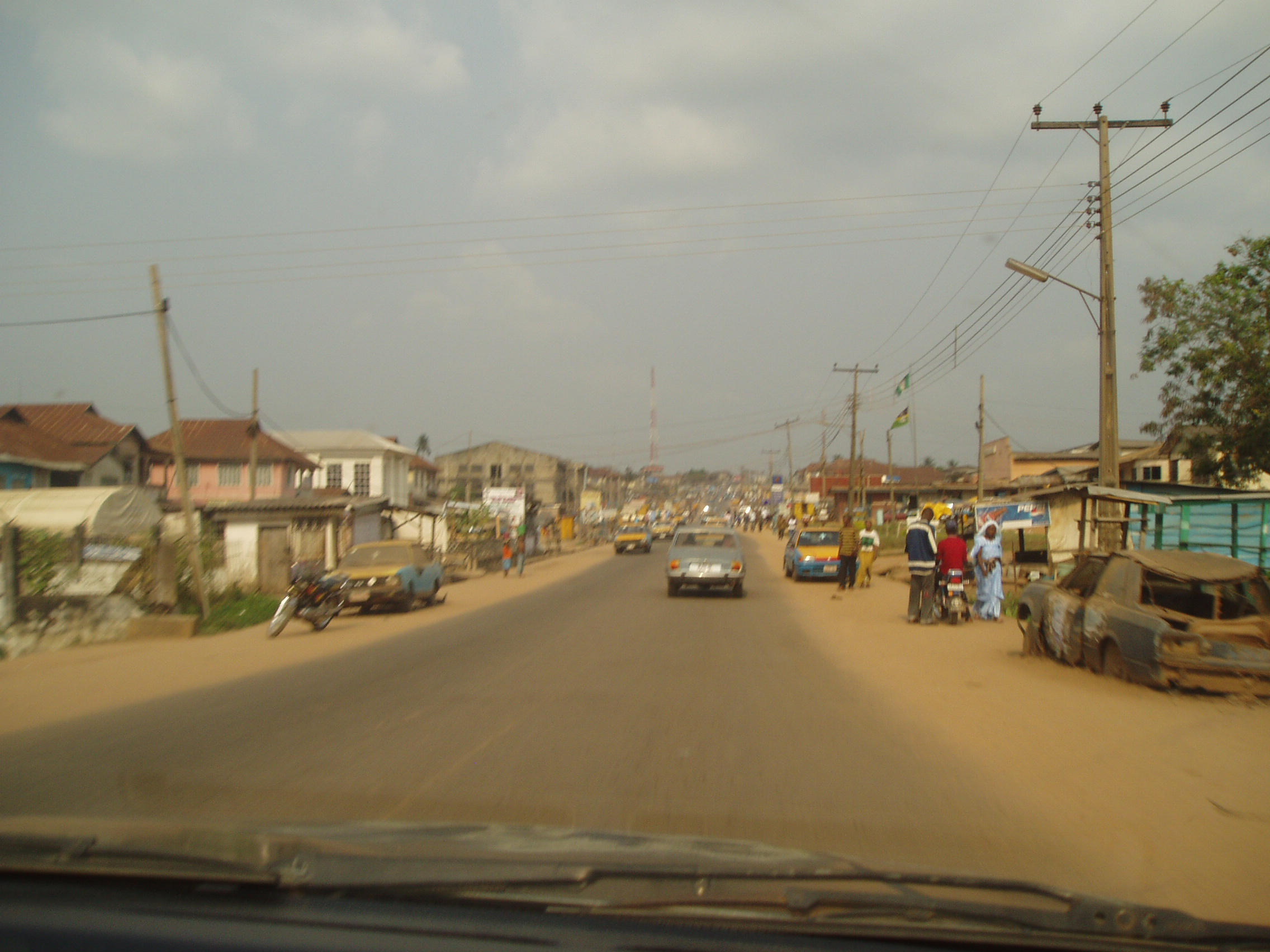
Út Ondo városban

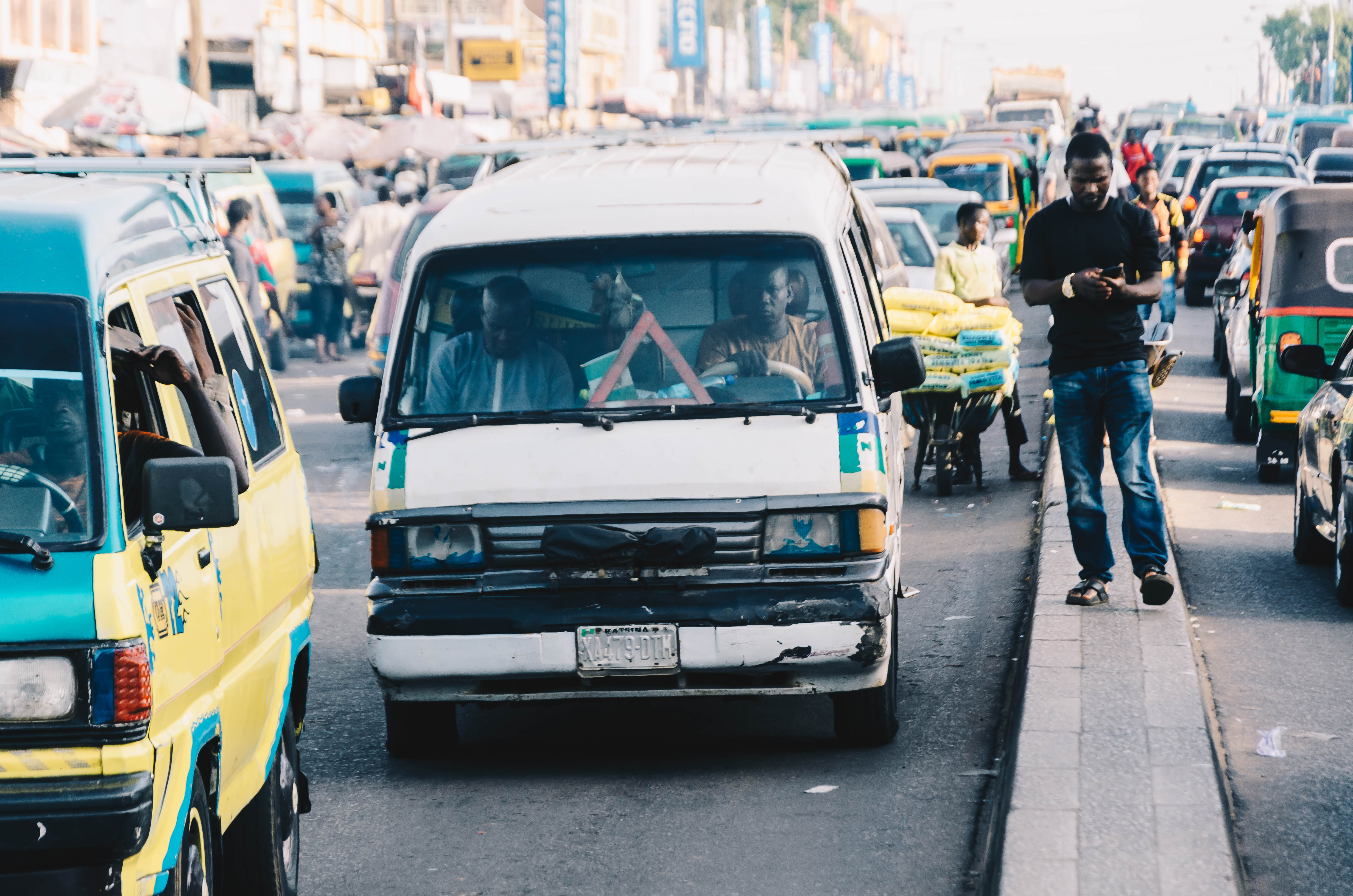
Utcakép egy nagyvárosban

### Közút
Az országban 1970-ben tértek át a jobb oldali közlekedésre. Nyugat-Afrikában Nigériának van a legsűrűbb és leghosszabb úthálózata, mindazonáltal rosszul tartják karban őket, és gyakran emlegetik az országban bekövetkezett nagy számú balesetek és halálesetek okaként.
Lagos környékén jól megszervezett tömegközlekedés nem létezik. Ha valahová menni akarunk, egyszerűbb ha leintünk egy motorost vagy csatlakozunk valamelyik nagyobb társasághoz, és velük együtt kibérlünk egy privát buszt, amely elszállít minket úti-célunkhoz.
Az autóbérlés csak erős idegzetűeknek ajánlott: a forgalmi utakra sávokat nem nagyon festettek, nem is használják az emberek. Dudálással és fénykürt használatával jelzik leginkább szándékukat a kanyarodásra vagy éppen megállásra.
Nagy a rendőri jelenlét, főleg a nagyobb kereszteződésekben, de van hogy ők sem bírnak a töméntelen járművel. A motorosok szabadon közlekednek, a szabályok rájuk – láthatóan – nem vonatkoznak. Nem ritka, hogy egy motoron 3-4 felnőtt és akár további 2 gyermek utazik, bukósisak és védőfelszerelés nélkül.

### Vízi
Fő tengeri kikötők : Onne (Eleme), Port Harcourt, Calabar, Lagos

### Légi
A 2010-es években az országban 54 repülőtér van, ebből 38 burkolt pályájú. Nagy belföldi légi fuvarozó az Arik Air.
Fő nemzetközi repülőterei:
- Murtala Muhammed Lagosban
- a Nnamdi Azikiwe Abuja-ban.

Három másik nemzetközi repülőtér található még Kanoban, Enuguban és Port Harcourtban.
Összességében Nigéria repülőtereinek és légitársaságainak - akár nemzetközi, akár regionális szinten - működési hatékonyság és a biztonság szempontjából is rossz hírnevük van.

## Kultúra

### Oktatási rendszer
Az országban az iskolakötelezettség 6 és 15 év között van. A szomszédos országokhoz képest magas az oktatás színvonala. A gyerekek fele jár azonban csak iskolába. Néhány északi tartományban vallási oktatás folyik, ún. Korán-iskolákban.

### Kulturális intézmények
Kulturális világörökséggé két nigériai helyszínt nyilvánított az UNESCO. Az egyik a Sukur kultúrtáj, a másik Osun-Osogbo szent erdő.

### Tudomány
Nigéria adott otthont 2010 decemberében a Nemzetközi Ifjúsági Tudományos Diákolimpiának.

### Művészetek

#### Filmművészet
Filmgyártása az egyik legnagyobb a világon, India és Amerika mellett. Filmiparát gyakran nevezik Nollywoodnak is, Hollywood és Bollywood neve után. Minőségben még nem veszi fel a versenyt azok filmjeivel, hanem többnyire csak olcsó szappanoperák jellemzik. "Nigéria a világon harmadik legnagyobb filmgyártó ország lett Amerika és India után. Ma már évente kétezer filmet gyártanak. A siker receptje: a filmeket olcsón készítik és rögtön másolják kazettára, dvd-re, hogy a boltokban és az utcákon árulják, nem csak Nigériában, hanem az egész kontinensen, főleg a nyugati területén." Abujában 2004 óta rendeznek nemzetközi filmfesztiválokat.

#### Zene
- Hausza zene

Az észak-nigériai hausza zenét rendkívül erős arab, pontosabban iszlám hatás jellemzi. A hauszák számos hangszert Észak-Afrikából vettek át. Jellemző hangszer a kakaki nevű fémkürt és a goje nevű egy- vagy kéthúros hárfa.
- Joruba zene

Jorubaföld egyik legelterjedtebb hangszere a dun-dunnak nevezett, homokóra alakú dob. Tágabb értelemben azokat a zenészeket is dun-dunnak nevezik, akik ezen a hangszeren dobolnak. A dun-dun típusú doboknak két membránja van, amelyeket bőrszíjak kötnek össze. Ha a zenész bal kezével vagy a karjával megnyomja a szíjakat, változtatni tudja a dob hangmagasságát. A dobot horgas végű pálcával ütik, gyakran az oldalára játék közben csilingelő kicsi csengettyűket kötnek.
A dun-dun dobnak az egyik fő típusa az ija-ilu, vagyis a beszélő dob, amelyet történetek, hivatalos bejelentések és fontos személyeket dicsőítő versek (oriki) eljátszására használnak. A dobbal történő beszéd gondolata azon alapul, hogy a joruba tonális nyelv, azaz a szavak jelentése részben a hangmagasságtól függ. A beszélő dob hanglejtése a lehető legpontosabban követi a beszélt nyelv tonális és ritmusképleteit.
- Igbo zene

A legjellemzőbb hangszer a 13 húros citera, amelyet obonak neveznek. További fő hangszerek a dobok, xilofon, furulyák, lant, líra, udu (aerofon és idiofon hangszer) és újabban a fúvós hangszerek.

#### Fafaragványok
A múltban az egyik legtermékenyebb szobrászhagyomány a jorubáké volt. A fafaragványok igen különböző funkciókat láttak el. Egyes faragványok a szellemek, mások az oba, az uralkodó tiszteletét szolgálták. Sok készült még a nagyobb istenségek kultusza számára vagy a szentélyek berendezésére. Egy szobrászati alkotás értéke attól is függött, hogyan használták, hol tartották, ki birtokolta. Egyes törzsekben, amikor a faragó befejezett egy famaszkot, azt tulajdonosa vagy őrzője úgy ruházta fel életet adó erővel, hogy kifestette és szüntelen élelem- és olajfelajánlásokkal kereste kedvét - enélkül a tárgy értéktelen maradt volna. Más helyeken a famaszk jelentősége módosult, ha birtokosa valaki másra hagyta.

#### Bronzművesség
A bronzművesség legtermékenyebb központja a benini udvar (DNy-Nigéria) volt, ahol a királyi előjognak számító bronzöntéssel a 16. századtól a 19. századig foglalkoztak. Ifében feltehetőleg már a 12. századtól előállítottak gyönyörű, természethű bronzfejeket és -szobrokat az onikat (főnököket) megörökítendő, s ezek az alkotások – a terrakottából készült hasonló művekkel együtt – határozottan az ezer évvel korábbi noki kultúra szobrászata folytatásának érzetét kelti. Valószínűleg további bronzművesközpontok is léteztek a Niger alsó folyásánál fekvő Ijebu környékén, Owóban, a tivek és dzsukonok között, később pedig Adamawa tartományban.

### Szokások, illemtan
- A nigériaiak beszélgetés közben igen közel állnak egymáshoz. Ilyenkor illetlenség hátrálni.
- Beszélgetések során ne érintsük a vallási kérdéseket, üzleti életben a politikát is kerüljük. Ellenben Nigéria sokszínű kultúrája kiváló társalgási téma lehet.
- Ne fényképezzünk senkit az illető engedélye nélkül.
- Egy férfinál a gyerekei felől érdeklődni illetlenség, míg a nőknél kifejezetten kedvesség.
- Ha magánháznál eszünk, mindig dicsérjük meg az elfogyasztott ételt.

### Gasztronómia
A nigériai konyha legfontosabb eleme a különbözőképpen feldolgozott kecske. Ez lehet leves, főzelék, vagy hasonló, állagában a kettő között lévő eledel. A külföldi turistákat szeretettel fogadják Jollof-rizzsel, ami egy vörös színű, fűszeres, hússzeletekkel ízesített rizs. Az országban vigyázni kell, mert a legkülönfélébb ételek lehetnek romlottak vagy szalmonellásak.

## Ünnepek, fesztiválok

### Keresztény
A fő keresztény ünnepek megegyeznek az európaival (húsvét, karácsony).

### Muszlim
A muszlim ünnepek közül a három legfontosabb:
- Eid Al Fitri,
- Eid Al Maulud,
- Eid Al Kabir,

mindegyik nemzeti ünnepnap. Az Eid Al Fitri a ramadán, vagyis a böjt megtörésének ünnepe, az Eid Al Maulud Mohamed próféta születésének ünnepe, az Eid Al Kabir pedig áldozati ünnep. Az egyik legérdekesebb muszlim ünnep az évenkénti Durbar-fesztivál, amelyet számos nigériai városban megrendeznek.

### Állami
Állami ünnep (munkaszüneti nap):
- január 1. újév
- május 1. a munka ünnepe
- május-június: a demokrácia napja
- október 1. a függetlenség napja.
- november 1. ifjúsági nap [70]

### Egyéb
A keresztény, iszlám és állami ünnepeken túl a fontosabb fesztiválok:
- Argungu-halászfesztivál. Argungu városában egy 4 napos fesztivál az ÉNy-i Kebbi államban
- Calabar-karnevál. Calabarban kerül megrendezésre 2006 óta, parádéval, tánccal, kosztümös szereplőkkel, zenekarokkal. Nigéria talán legnagyobb utcabálja.[71]
- Carniriv. Éves fesztivál Port Harcourtban.
- Eyo-fesztivál Lagosban
- Igogo-fesztivál Ondo államban. Soknapos évi fesztivál.
- Osun-fesztivál. Az esős évszak végén kerül megrendezésre, általában augusztusban, az Oshogbo Szent Erdőben.
- Sharo- vagy Shadi-fesztivál. A Jafun fuláni férfiak hagyományos beavatási szertartása.
- Yam-fesztivál. Nigéria és Ghána területén népszerű, általában augusztus elején vagy az esős évszak végén tartják.

## Turizmus
Délen a tengert kilométereken át idilli homokos part szegélyezi, amelyet csak a vízfolyások torkolatánál burjánzó mangroveligetek törnek meg. Az országot a számtalan etnikai csoport kultúrája és a természeti látnivalók (pl. vízesések) teszik színessé. Kiemelkedő turisztikai övezet a Mambilla-fennsík Taraba államban.
A hagyományaikat őrző népcsoportok kultúrája és lakóhelye ugyanúgy a kulturális világörökség része, mint Dél-Nigéria utolsó őserdőmaradványa, Osun pogány isten szent erdeje Osogbo város mellett.

### Közbiztonság
Az erőszakos bűncselekmények Nigériában gyakoriak, s ezeket gyakran rendőri vagy katonai egyenruhát viselő bűnözők követik el. Vidéken az úttorlaszok segítségével történő fegyveres támadás jellemző bűnesetnek számít. A hatóságok fellépése az ilyen esetek ellen meglehetősen körülményes. A külföldiek ellen irányuló tisztességtelen üzleti eljárások sajátos veszélyt jelentenek.
A világ egyik legveszélyesebbnek tartott nagyvárosa Lagos.
Az ország északi és középső részén állandó probléma a muzulmán és keresztény lakosok közti erőszakos összetűzések.

## Média
Nigériában 25 országos újság van, 1,7 millió példányt nyomtatnak belőlük naponta.
Napilapok: Daily Champion, Daily Independent, Daily Trust, New Age, Nigerian Tribune, Punch, The Guardian, The Sun, The Tide, The Triumph, Thisday, Vanguard.
Hetilapok: Abuja Mirror, Al-Mizan (hausza nyelven), Financial Standard, Newswatch, Tell, The Port Harcourt Telegraph, The News Magazine, Weekly Trust

### Egyéb telekommunikációs adatok
| Hívójel prefix | 5N-5O |
| ITU zóna       | 46    |
| CQ zóna        | 35    |

## Sport

### Labdarúgás
A labdarúgást nagyrészt az ország nemzeti sportjának tekintik.
A nigériai labdarúgó válogatott az afrikai nemzetek kupáját három alkalommal hódította el (1980, 1994, 2013). Két alkalommal adott helyszínt a kontinensviadalnak.

### Egyéb sportágak
Más sportágak is fontosak, mint például a kosárlabda, krikett és az atlétika. Az ökölvívás szintén jelentős sportág; Dick Tiger és Samuel Peter egyaránt korábbi világbajnokok.

## Kapcsolódó szócikk
- Nigériai csalás (levelek)